# 奧希甘博河
奧希甘博河（Oshigambo）是非洲的季節性河流，位於納米比亞中北部，最終注入埃托沙鹽湖。2006年，奧希甘博河泛濫，河畔村落奧希甘博受影響。
17°47′S 16°04′E / 17.783°S 16.067°E